# Claude Caussanel
Pour les articles homonymes, voir Caussanel.
Claude Caussanel est un entomologiste français né à Périgueux le 22 octobre 1933 et mort à Paris 15e le 3 avril 1999.

## Biographie
Il fait des études à l’École normale de Périgueux et fait son service militaire en Algérie de 1955 à 1958. Reprenant à son retour ses études, il obtient une licence de sciences naturelles à Bordeaux et commence à étudier les insectes des dunes sous la direction de Michel Amanieu. En 1962, il suit les cours de Bernard Possompès qui l’engage presque aussitôt dans son laboratoire de la Faculté des sciences. Il soutient sa thèse en 1975 sur le forficule (perce-oreille) Labidura riparia.
Il est nommé en 1986 professeur au laboratoire d’entomologie du Muséum national d'histoire naturelle avant de diriger ce laboratoire.Il fut élu président de la Société entomologique de France en 1984.
Militant actif des droits de l'homme, il s’était impliqué dans un groupe de biologistes défendant leurs collègues victimes de la répression tant dans l’ex-Union soviétique qu’en Afrique.

## Source
- Antoinette Karlinsky, Vincent Albouy et al. (2000). « In Memoriam : Claude Caussanel (1933-1999) ». Bulletin de la Société entomologique de France, 104 (4) : 307-314. La liste des publications de Caussanel est donnée en annexe.